# Wadel Abdelkader Kamougué
Wadel Abdelkader Kamougué, né Vidal Kamougué Georges, né le 20 mai 1939 au Gabon et mort le 9 mai 2011 à la suite d'une défaillance cardiaque dans la région de Koumra, dans le Sud du Tchad, est un homme politique tchadien, ancien officier de l'armée tchadienne. Originaire du sud du pays, il fut un des piliers du coup d'État qui  renversa le président François Tombalbaye, le 15 avril 1975.

## Biographie
Ministre des Affaires étrangères entre 1975 et 1979, Kamougué est devenu vice-président du Gouvernement d'union nationale de transition (GUNT), quand Goukouni Oueddei est devenu président, le 10 novembre 1979. Il a gardé cette position jusqu'au renversement du GUNT par Hissène Habré, le 7 juin 1982.
Au deuxième tour de l'élection présidentielle du 11 juillet 1996, Kamougué a obtenu 30,9 % des voix, contre 69,1 % pour Idriss Déby.
En 2005, Kamougué était Président de l'Assemblée nationale et chef de l'Union pour le renouvellement et la démocratie.
En avril 2008, il est nommé ministre de la Défense.
Il meurt le 9 mai 2011 à 71 ans.